# Sólyomhéja
A sólyomhéja (Ictinia) a madarak osztályának vágómadár-alakúak (Accipitriformes) rendjébe és a vágómadárfélék (Accipitridae) családjába és a kányaformák (Milvinae) alcsaládjába tartozó nem.

## Leírás
A sólyomhéja két faja Amerikában él. Nagy termetű madarak. Csőrük rövid; a felső csőrkáva erősen lehajló, az alsó kevéssé fölfelé görbült; a kampója rövid; a felső káván fog, az alsón kivágás van; viaszhártyája keskeny; az orrlyukak kerekdedek. Rövid, de erős lábuk elől széles pajzsokkal fedett; a csüd és középujj csaknem egyforma hosszú. Rövid karmaik hegyesek és erősen görbültek, és alul kissé kivájtak. Hosszú szárnyukban a harmadik evező a leghosszabb.

## Fajai
A nem két faja:
- hamvas sólyomhéja (Ictinia plumbea)
- Mississippi-sólyomhéja (Ictinia mississippiensis) – Típusfaj